# Wouter Goes
Wouter Goes, né le 10 juin 2004 à Amsterdam aux Pays-Bas, est un footballeur néerlandais qui évolue au poste de défenseur central à l'AZ Alkmaar.

## Biographie

### En club
Né à Amsterdam aux Pays-Bas, Wouter Goes est formé par l'AZ Alkmaar. Le 27 novembre 2020, il signe son premier contrat professionnel avec l'AZ, étant alors lié au club jusqu'en juin 2023.
Goes est le capitaine de l'équipe des moins de 18 ans de l'AZ qui remporte le championnat de la catégorie ainsi que le coupe des Pays-Bas lors de la saison 2021-2022.
Goes joue son premier match avec l'équipe première le 4 février 2023 face au FC Volendam, faisant par la même occasion sa première apparition en Eredivisie, la première division néerlandaise. Il est titularisé et les deux équipes se neutralisent (1-1 score final).
Il fait sa première apparition en coupe d'Europe avec l'AZ, le 7 mars 2023, à l'occasion du huitième de finale aller de la Ligue Europa Conférence 2022-2023, face à la Lazio Rome. Il est titularisé et son équipe l'emporte par deux buts à un. Intégré à l'équipe première par l'entraîneur Pascal Jensen (en) afin de renforcer un secteur défensif en raisons de plusieurs absences sur blessures, Goes s'impose et enchaîne plusieurs matchs à seulement 18 ans, faisant bonne impression, où il est salué par les observateurs pour sa maturité, son calme et son jeu de passes notamment.
Il remporte l'UEFA Youth League 2022-2023 et est finaliste de la Coupe intercontinentale des moins de 20 ans 2023.

### En sélection
Wouter Goes représente les Pays-Bas en sélection. Il commence avec les moins de 15 ans, jouant au total quatre matchs en 2019, et marque un but.
Il joue notamment avec l'équipe des Pays-Bas des moins de 18 ans de 2021 à 2022. Au total il joue cinq matchs avec cette sélection et marque un but.
Wouter Goes joue son premier match avec l'équipe des Pays-Bas espoirs le 21 mars 2024 contre la Norvège. Il est titularisé mais voit son équipe s'incliner par deux buts à un.